# Cosmophasis longiventris
Cosmophasis longiventris là một loài nhện trong họ Salticidae.
Loài này thuộc chi Cosmophasis. Cosmophasis longiventris được Eugène Simon miêu tả năm 1903.